# ناوشکن لیدر باکو
ناوشکن لیدر باکو (به انگلیسی: Soviet destroyer leader Baku) یک کشتی است که طول آن ۱۲۷٫۵ متر (۴۱۸ فوت ۴ اینچ) می‌باشد. این کشتی در سال ۱۹۳۸ ساخته شد.